# Olfigando
Olfigando (em latim: Olfigandus) foi um oficial franco do século VI, ativo durante o reinado de Quildeberto II (r. 570–595). Era um dos 20 duques enviados por Quildeberto em 590 para ajudar os romanos na Itália contra os lombardos. Ele, Leudefredo e Raudingo foram enviados por Heno ao exarca Romano (r. 589–596).